# 原与左衛門尉
原 与左衛門尉（はら よざえもんのじょう）は、戦国時代の甲斐武田氏の武将。足軽大将。

## 生涯
信濃国更級郡長沼城（長野県長野市穂保）に在城した記録がある。また、武田信玄関係の資料 にたびたび登場するが、武田氏の家臣には多数の原氏がいたため、どの原氏か不明である。諱から千葉氏重臣の下総原氏ではないかと言われている。